# REACH
Il REACH, ufficialmente regolamento (CE) n. 1907/2006, è un regolamento dell'Unione europea, del 18 dicembre 2006, concernente la registrazione, la valutazione, l'autorizzazione e la restrizione delle sostanze chimiche (in inglese Registration, Evaluation, Authorisation and restriction of Chemicals, da cui l'acronimo REACH).
Lo scopo principale del regolamento è quello di migliorare la conoscenza dei pericoli e dei rischi derivanti da sostanze chimiche già esistenti (introdotte sul mercato prima del settembre 1981) e nuove (dopo il settembre 1981) e al contempo mantenere e rafforzare la competitività e le capacità innovative dell'industria chimica europea.

## Storia
Il regolamento istituisce l'Agenzia europea delle sostanze chimiche (ECHA), modifica la direttiva 1999/45/CE e abroga il regolamento (CEE) n. 793/93 del Consiglio e il regolamento (CE) n. 1488/94 della Commissione, nonché la direttiva 76/769/CEE del Consiglio e le direttive della Commissione 91/155/CEE, 93/67/CEE, 93/105/CE e 2000/21/CE. 
Nel Green Deal europeo del 2020 fu lanciato l'impegno a aggiornare il regolamento REACH per vietare fra le 7.000 e 12.000 sostanze tossiche in tutti i prodotti di consumo, eccetto i casi in cui fossero realmente essenziale. L'obbiettivo era tra le priorità della Commissione Europea, ma rischia di essere radicalmente rivisto a causa del lobbying dell'industria chimica e delle posizioni assunte dal Partito Popolare Europeo.

## Struttura
È costituito da 15 Titoli suddivisi in 141 articoli e 17 allegati tecnici e, trattandosi di un regolamento e non di una direttiva, non necessita di alcun atto di recepimento od attuazione ed è immediatamente applicato dagli stati membri con scadenze diverse per i vari titoli:
- dal 1º giugno 2007 sono entrati in vigore:
  - Titolo IV (Informazioni all'interno della catena di approvvigionamento, art. 31-36)
  - Titolo IX (Tariffe e oneri, art.74)
  - Titolo X (Agenzia, art.75-111)
  - Titolo XIII (Autorità competenti, art.121-124)
  - Titolo XIV (Applicazione, art.125-127)
  - Titolo XV (Disposizioni transitorie e finali, art.128-141, escluso art.136)
- dal 1º giugno 2008 sono entrati in vigore:
  - Titolo II (Registrazione delle sostanze, art.5-24)
  - Titolo III (Condivisione dei dati, art.25-30) e registrazione preliminare delle sostanze “soggette a regime transitorio” (dal 1º giugno al 1º dicembre 2008, vedi art.28)
  - Titolo V (Utilizzatori a valle, art.37-39)
  - Titolo VI (Valutazione, art.40-54)
  - Titolo VII (Autorizzazione, art.55-66)
  - Titolo XI (Inventario delle classificazioni, art.112-116, escluso art.113 che entrerà in vigore il 1º dicembre 2010)
  - Titolo XII (Informazioni, art.117-120)
  - Articoli 128 (libera circolazione), 134 (preparativi per l'istituzione dell'Agenzia) e 136 (misure transitorie riguardanti le sostanze esistenti)
- dal 1º giugno 2009 entra in vigore il Titolo VIII (Restrizioni, art.67-73 e connesso Allegato XVII)

Il Titolo X istituisce l'Agenzia europea per le sostanze chimiche (ECHA - European Chemicals Agency) allo scopo di gestire e, in alcuni casi, di realizzare gli aspetti tecnici, scientifici e amministrativi del regolamento e di assicurare la coerenza a livello comunitario in relazione a tali aspetti.
Il Titolo XI è stato soppresso e sostituito dal Titolo V del regolamento 1272/2008 (CLP) a partire dall'entrata in vigore di quest'ultimo.
Il regolamento (CE) n.1907/2006 ha demandato agli Stati membri il compito di:
1. definire il piano dei controlli, la sorveglianza e le sanzioni (art.126)
2. stabilire le misure di accompagnamento/supporto alle imprese

### Allegato XIV
L'elenco delle sostanze la cui produzione, commercializzazione e utilizzo nel territorio dell'Unione europea deve essere soggetto ad autorizzazione è contenuto nell'allegato XIV del regolamento, modificato dal regolamento 143/2011 del 17 febbraio 2011, dal Regolamento 125/2012 del 14 febbraio 2012 e dal comunicato ED/87/2012 del 15/06/2012 dell'ECHA
Le sostanze soggette ad autorizzazione sono le seguenti (salvo ulteriori aggiornamenti)
1. 5-terz-butil-2,4,6-trinitro-m-xilene; CAS 81-15-2
2. 4,4'-diamminodifenilmetano (MDA); CAS 101-77-9
3. esabromociclododecano (HBCDD); CAS 3194-55-6, 25637-99-4, 134237-50-6, 134237-51-7, 134237-52-8
4. bis(2-etilesil)ftalato (DEHP); CAS 117-81-7
5. benzilbutilftalato (BBP); CAS 85-68-7
6. dibutilftalato (DBP); CAS 84-74-2[2]
7. diisobutilftalato (DIBP); CAS 84-69-5
8. triossido di diarsenico; CAS 1327-53-3
9. pentossido di diarsenico; CAS 1303-28-2
10. cromato di piombo; CAS 7758-97-6
11. giallo solfocromato di piombo (Pigmento Giallo 34); CAS 1344-37-2
12. rosso cromato molibdato solfato di piombo (Pigmento Rosso 104); CAS 12656-85-8
13. tris(2-cloroetil)fosfato (TCEP); CAS 115-96-8
14. 2,4-dinitrotoluene (2,4-DNT); CAS 121-14-2[3]
15. 1,2-bis(2-metossietossi)etano (TEGDME; triglyme); CAS 203-977-3
16. 1,2-dimetossietano (dimetiletere del glicol etilenico; EGDME); CAS 203-794-9
17. triossido di diboro; CAS 215-125-8
18. formammide; CAS 200-842-0
19. bis(metansolfonato) di piombo(II); CAS 401-750-5
20. 1,3,5-tris(ossiranilmetil)-1,3,5-triazin-2,4,6(1H,3H,5H)-trione (TGIC); CAS 219-514-3
21. 1,3,5-tris((2S e 2R)-2,3-epossipropil)-1,3,5-triazin-2,4,6(1H,3H,5H)-trione (α-TGIC); CAS 423-400-0
22. 4,4'-bis(dimetilammino)benzofenone (chetone di Michler); CAS 202-027-5
23. N,N,N',N'-tetrametil-4,4'-metilendianilina (base di Michler); CAS 202-959-2
24. (4-((4-anilino-1-naftil)(4-(dimetilammino)fenil)metilen)cicloesa-2,5-dien-1-iliden)dimetilammonio cloruro (Blu basico 26) (con ≥ 0.1% di chetone di Michler o base di Michler); CAS 219-943-6
25. (4-(4,4'-bis(dimetilammino)benzidriliden)cicloesa-2,5-dien-1-iliden)dimetilammonio cloruro (Violetto basico 3) (con ≥ 0.1% di chetone di Michler o base di Michler); CAS 208-953-6
26. [[alcol 4,4'-bis(dimetilammino)-4''-(metilammino)tritilico]] (con ≥ 0.1% di chetone di Michler o base di Michler); CAS 209-218-2
27. α,α-bis(4-(dimetilammino)fenil)-4-(fenilammino)naftalen-1-metanolo (Blu solvente 4) (con ≥ 0.1% di chetone di Michler o base di Michler)[4]

### Allegato XVII
L'elenco delle "restrizioni in materia di fabbricazione, immissione sul mercato e uso di talune sostanze, preparati e articoli pericolosi" è contenuto nell'Allegato XVII del regolamento. Queste sostanze non sono soggette ad autorizzazione preventiva, ma importatori, utilizzatori e distributori sono soggetti alle restrizioni ivi elencate.

## Contenuti
Rispetto alla passata legislazione in materia, la novità introdotta è l'inversione dell'onere della prova. In altri termini, sarà l'industria chimica a garantire, attraverso una particolare serie di test sulle materie prime, la non dannosità dei prodotti che produce e/o commercializza, e non sarà più lo Stato membro a dover legiferare per consentire la circolazione dei prodotti chimici.
Vi è anche una revisione delle schede di sicurezza (SDS o MSDS). A partire dal 1º giugno 2015 le schede di sicurezza devono essere aggiornate conformemente all'allegato II del regolamento; tuttavia, è stato precisato dall'Unione europea che tale revisione va resa non a partire dall'entrata in vigore del regolamento ma solo alla prima occasione utile (ad esempio se si introducono cambiamenti nel prodotto chimico che si commercializza o se cambiano le sue frasi di rischio).
Secondo tale atto, sui prodotti chimici deve essere apposta una scheda di dati di sicurezza composta dalle seguenti sedici sezioni obbligatorie:
1. identificazione della sostanza / miscela e della società / impresa produttrice;
2. identificazione dei pericoli;
3. composizione / informazione sugli ingredienti;
4. misure di primo soccorso;
5. misure di lotta antincendio;
6. misure in caso di rilascio accidentale;
7. manipolazione e immagazzinamento;
8. controllo dell'esposizione / della protezione individuale;
9. proprietà fisiche e chimiche;
10. stabilità e reattività;
11. informazioni tossicologiche;
12. informazioni ecologiche;
13. considerazioni sullo smaltimento;
14. informazioni sul trasporto;
15. informazioni sulla regolamentazione;
16. altre informazioni.

## Recepimento negli Stati membri dell'UE

### Italia
Per quanto riguarda l'applicazione dell'art.126, l'Italia è inadempiente, non avendo pubblicato, entro il 1º dicembre 2008, il decreto legislativo previsto, mentre è stato pubblicato il decreto del Ministro dello sviluppo economico del 13 marzo 2009 (G.U. n.82 dell'8 aprile 2009), concernente "programmi di sviluppo sperimentale riguardanti innovazioni di prodotto e/o di processo volte a sostituire e/o eliminare le sostanze chimiche «estremamente preoccupanti», di cui all'articolo 57 del Regolamento CE 1907/2006 (REACH)", nel quale sono state fissate le agevolazioni alle attività di sviluppo sperimentale, eventualmente comprendenti anche attività non preponderanti di ricerca industriale, riguardanti innovazioni di prodotto e/o di processo volte a sostituire e/o eliminare le sostanze chimiche “estremamente preoccupanti”.